# 朱各荘駅
朱各荘駅（しゅかくそうえき）は中華人民共和国河北省秦皇島市昌黎県にある、中国鉄路総公司（CR）京哈線の駅。北京鉄路局所属の3等駅に設定されている。
旅客営業と貨物（危険物は除く）両方を扱う駅である。

## 駅構造
島式ホーム2面4線と南側に単式ホーム1面、北側に側線1線の計3面5線を有する地上駅である。

## 駅周辺
- 205国道（中国語版）
- 朱各荘派出所
- 朱各荘鎮政府
- 中国郵政儲蓄銀行
- 昌黎県国税局第四税務分局

## 歴史
- 1919年 - 開業。

## 隣の駅
中国鉄路総公司
京哈線
灤県東駅 - 朱各荘駅 - 石門駅